# Cataclysme elbursica
Cataclysme elbursica là một loài bướm đêm trong họ Geometridae.